# El Cardoso de la Sierra
El Cardoso de la Sierra é um município da Espanha na província de Guadalajara, comunidade autónoma de Castilla-La Mancha, de área 182,49 km² com população de 69 habitantes (2006) e densidade populacional de 0,40 hab/km².

## Demografia
| Variação demográfica do município entre 1991 e 2004 | Variação demográfica do município entre 1991 e 2004 | Variação demográfica do município entre 1991 e 2004 | Variação demográfica do município entre 1991 e 2004 |
| --------------------------------------------------- | --------------------------------------------------- | --------------------------------------------------- | --------------------------------------------------- |
| 1991                                                | 1996                                                | 2001                                                | 2004                                                |
| 126                                                 | 103                                                 | 80                                                  | 75                                                  |